# 陸山才
陸 山才（りく さんさい、509年 - 566年）は、南朝梁から陳にかけての軍人。字は孔章。本貫は呉郡呉県。

## 経歴
梁の散騎常侍の陸汎の子として生まれた。王国常侍を初任とし、外兵参軍に転じた。まもなく父の病のため、東帰して看病した。承聖元年（552年）、王僧弁により儀同府西曹掾に任じられた。承聖4年（555年）、陳霸先が王僧弁を殺害すると、山才は会稽に逃れて張彪を頼った。張彪が敗北すると、陳霸先に帰順した。
紹泰2年（556年）、都督の周文育が南豫州に駐屯すると、山才はその下で長史となり、政事をすべて委ねられた。太平2年（557年）、周文育が南征して、蕭勃に勝利し、欧陽頠を捕らえるにあたって、計略の多くは山才の案出したものであった。同年（陳の永定元年）、周文育が西征して郢州の王琳を討つと、山才は留守を任されて監江州事をつとめ、豫章に駐屯した。周文育が侯安都とともに沌口で敗戦すると、余孝頃が新林から豫章に進攻してきたため、山才は江州刺史の周迪を頼った。永定2年（558年）、周迪が余孝頃・李孝欽らを捕らえると、山才は鄱陽から楽安嶺の東道を通って建康にかれらの身柄を送った。中書侍郎に任じられた。また楽安嶺を通って江州諸郡を綏撫した。
周文育が豫章の金口に駐屯すると、山才は貞威将軍・鎮南長史・豫章郡太守となった。永定3年（559年）、周文育が熊曇朗に殺害されると、山才は熊曇朗に捕らえられて王琳のもとに送られることとなった。王琳のもとに到着しないうちに、侯安都が王琳の部将の常衆愛を宮亭湖で撃破し、山才の身柄は陳軍によって奪回され、貞威将軍・新安郡太守に任じられた。王琳の乱が平定されないうちに、富陽に駐屯して、東道の抑えとなった。入朝して員外散騎常侍となり、宣恵始興王長史に転じ、行東揚州事をつとめた。
天嘉2年（561年）、侯安都が留異の乱を討つと、山才は始興王府の兵を率いて従軍した。天嘉3年（562年）、留異の乱が平定されると、山才は明威将軍・東陽郡太守に任じられた。入朝して鎮東始興王長史となり、会稽郡丞を兼ね、行東揚州事となった。赴任しないうちに、散騎常侍の位を受け、度支尚書を兼ねた。後に正式に度支尚書となった。
安成王陳頊が南征して周迪を討つと、山才はその下で軍司となった。陳頊が周迪を破ると、山才は度支尚書に復職した。天嘉4年（563年）、余孝頃が海道から晋安を襲撃してくると、山才は本官のまま会稽におもむき、陳軍の戦術を指示した。朝廷に帰還すると、御前の宴会で蔡景歴と言い争い、弾劾を受けて免官された。まもなく散騎常侍の位を受け、雲旗将軍・西陽武昌二郡太守に任じられた。
天康元年（566年）、死去した。享年は58。右衛将軍の位を追贈された。諡は簡子といった。

## 伝記資料
- 『陳書』巻18 列伝第12
- 『南史』巻68 列伝第58